# Atherigona nigeriensis
Atherigona nigeriensis är en tvåvingeart som beskrevs av Deeming 1971. Atherigona nigeriensis ingår i släktet Atherigona och familjen husflugor. Inga underarter finns listade i Catalogue of Life.